# سنیب
سنیب (تفتان)، روستایی از توابع بخش مرکزی شهرستان تفتان شهرستان تفتان در استان سیستان و بلوچستان ایران است.

## جمعیت
این روستا در دهستان تفتان جنوبی قرار دارد و براساس سرشماری مرکز آمار ایران در سال ۱۳۸۵، جمعیت آن ۳۱۱ نفر (۵۴خانوار) بوده‌است.